# Gonatocerus anthonomi
Gonatocerus anthonomi är en stekelart som beskrevs av Girault 1905. Gonatocerus anthonomi ingår i släktet Gonatocerus och familjen dvärgsteklar. Inga underarter finns listade i Catalogue of Life.